# Rössingberge
Die Rössingberge sind ein kleines Gebirgsmassiv in der Region Erongo, Namibia. Die Rössingberge liegen rund 30 km östlich vom Swakopmund und erstrecken sich über eine Fläche von rund 10 km². Der höchste Gipfel liegt auf 726 m.
Die Rössing-Mine liegt rund 15 km weiter östlich in den Klanbergen. 

## Bilder

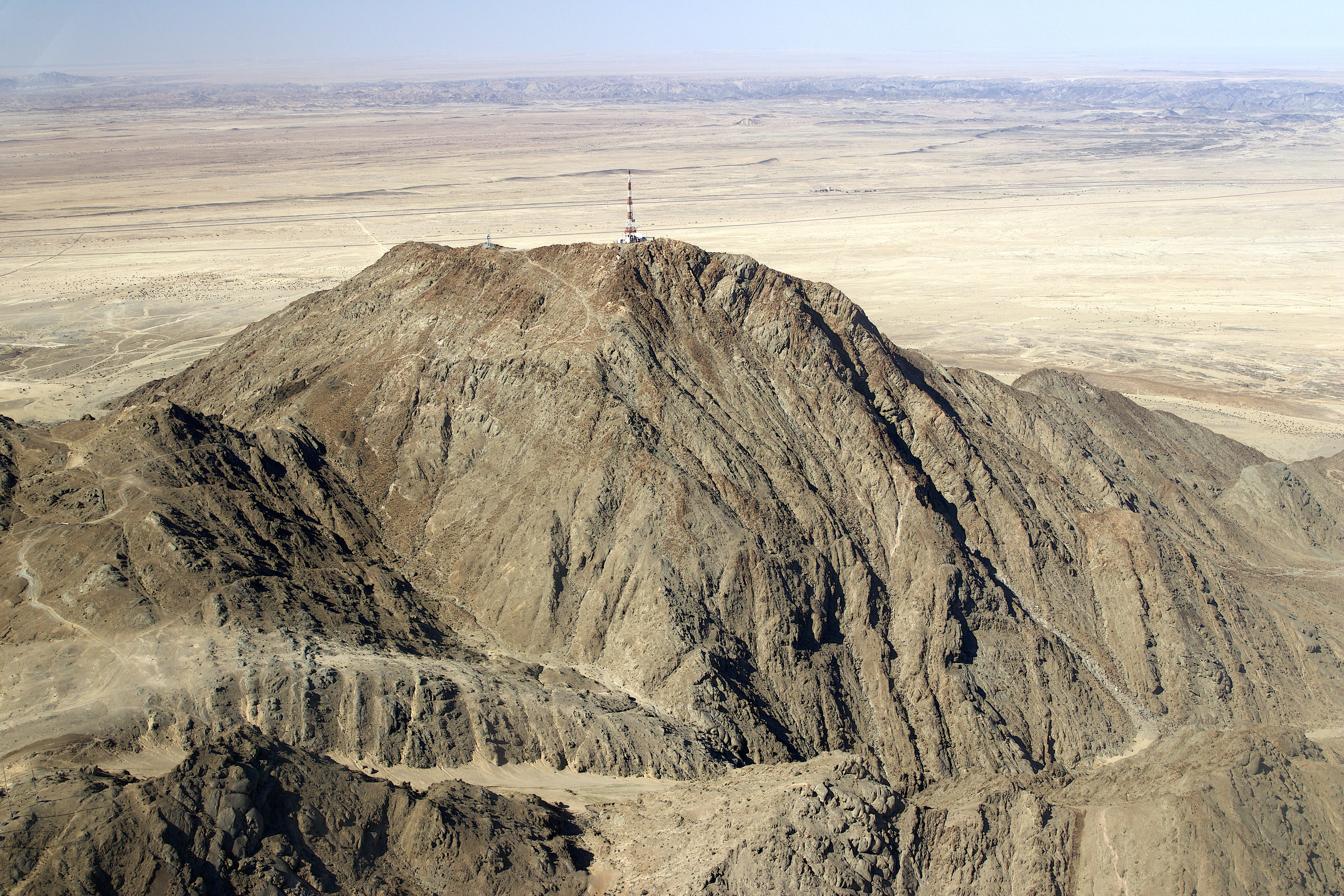
Rössingberg (2018)
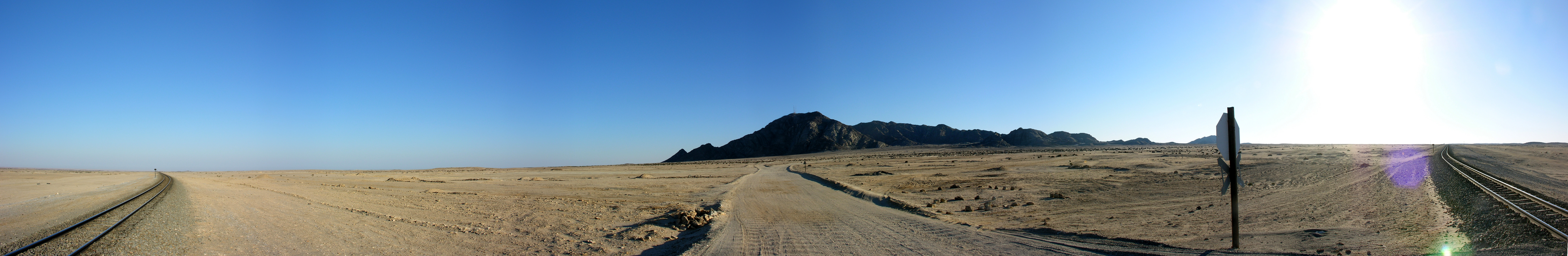
Rössingberge an der Bahnstrecke Swakopmund–Windhoek
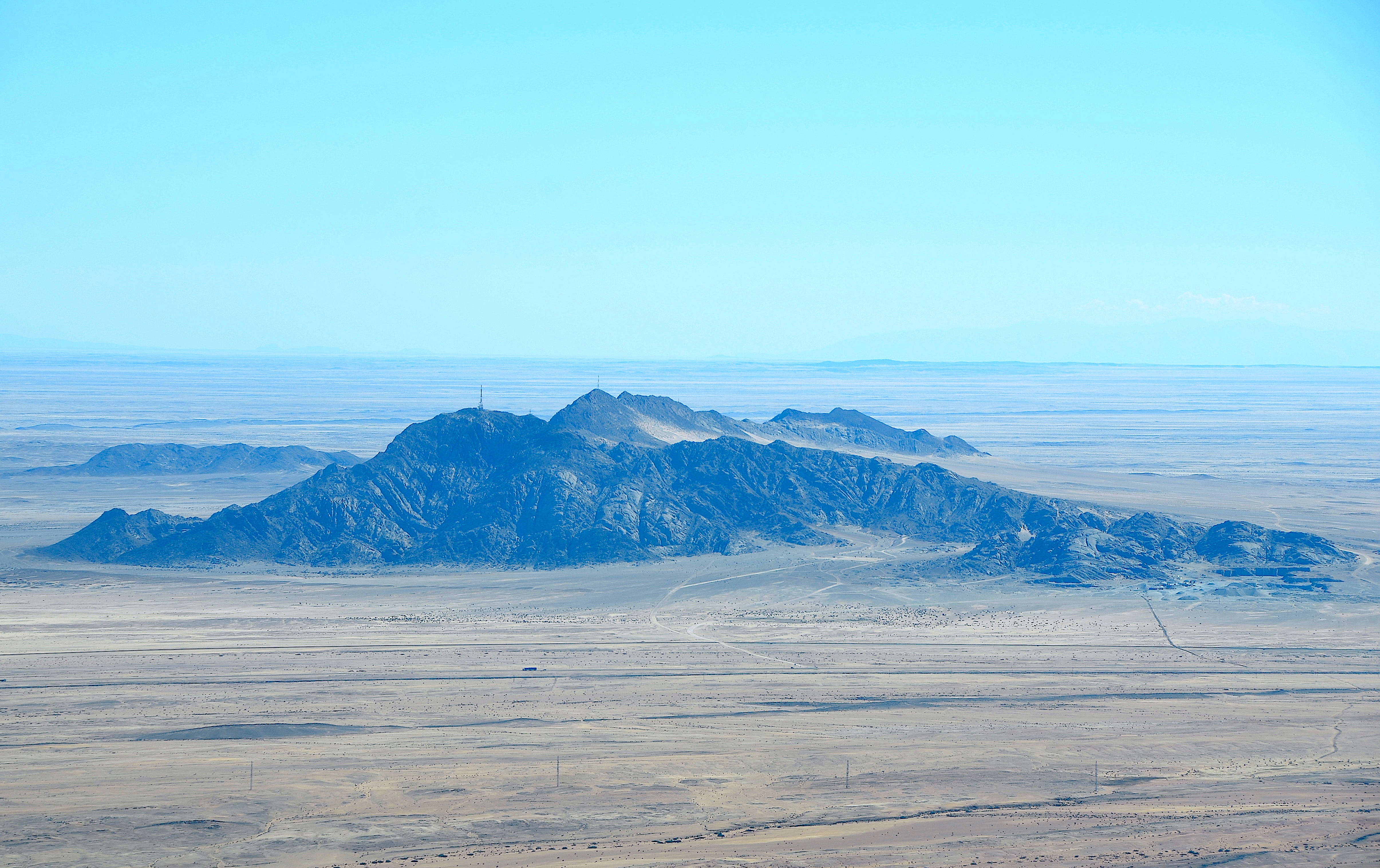
Rössingberge aus der Vogelperspektive (2017)
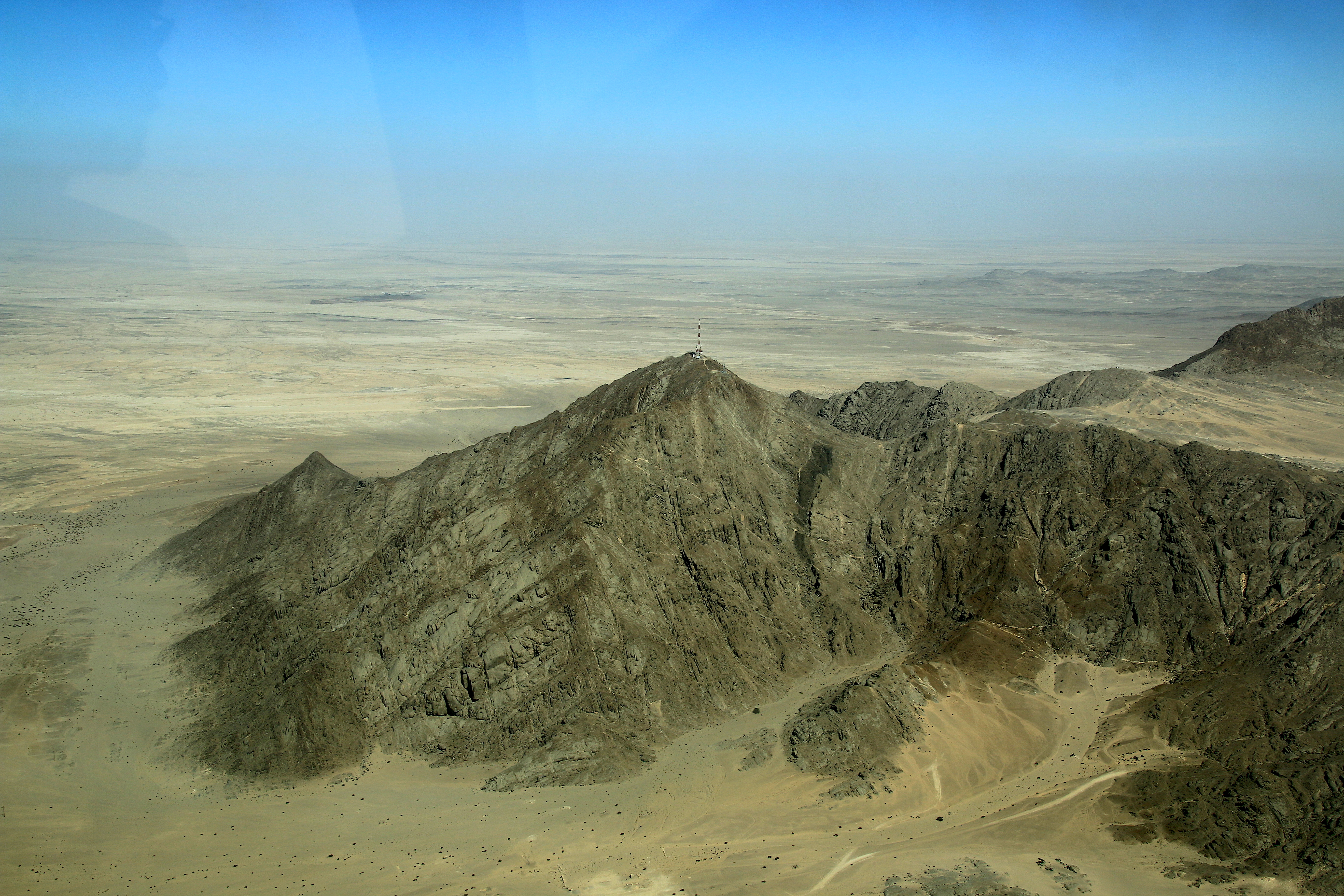